# Burg Saalau

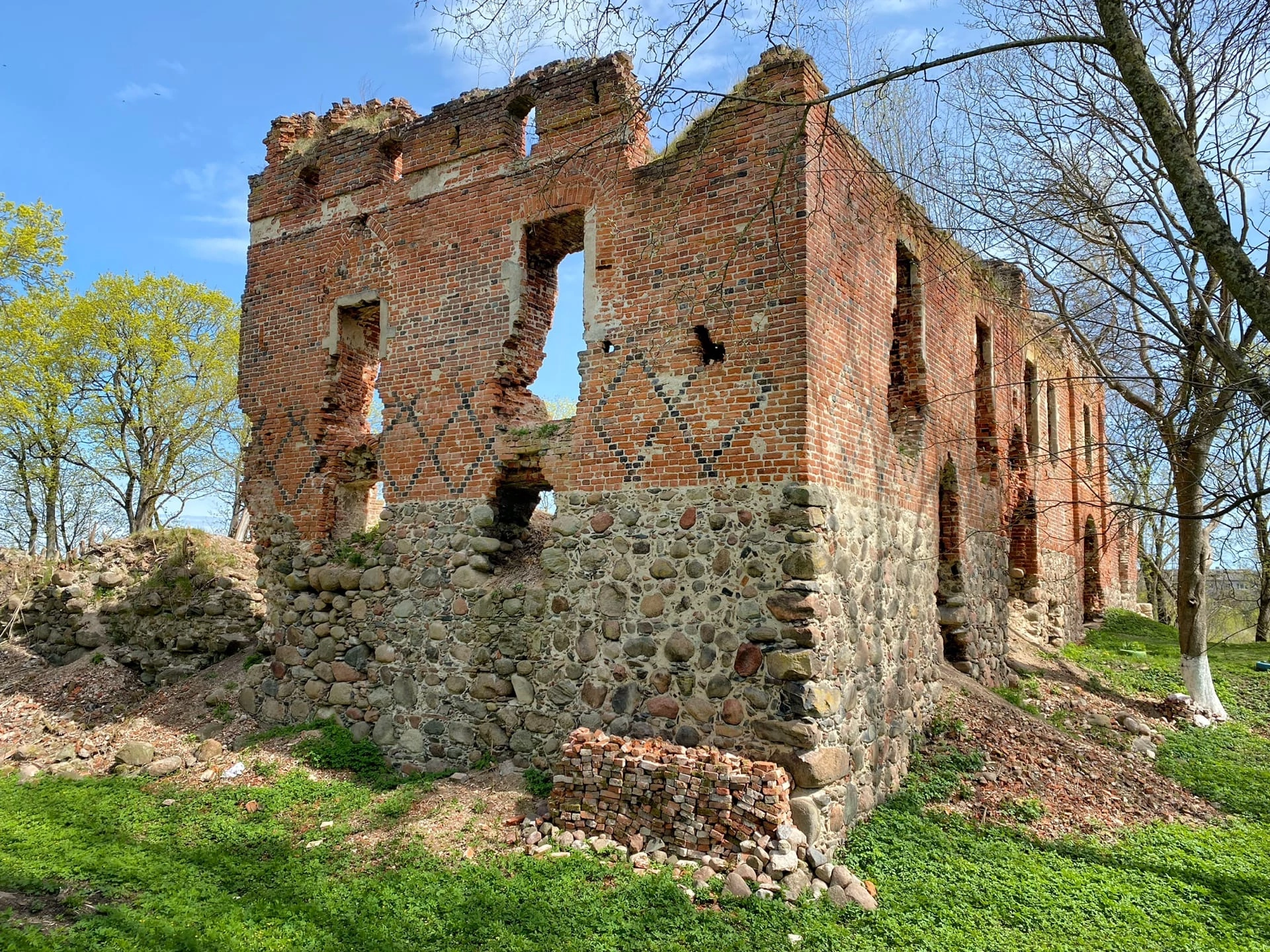
Ruine der Burg Saalau (2022)

Die Ruine der Burg Saalau (russisch Замок Заалау) befindet sich in Kamenskoje (Каменское) im ehemaligen Ostpreußen.

## Bauwerk
Der Bau war eine einfache Burg mit einem Hauptflügel im Süden und einem Nebenflügel im Westen, ohne Bergfried oder Toranlage. Nur eine Fallgitternische deutet den Wehrcharakter des Ensembles an. Die Anlage hat den Grundriss eines leicht unregelmäßigen Rechtecks von 28,5 m × 22 m, wobei der Westflügel leicht über die Mauerflucht vorspringt. Im Mittelalter bestand an der Nord- und Ostseite eine Ringmauer. Das Backsteinmauerwerk der beiden Flügel sitzt auf einem hohen Feldsteinsockel auf und zeigt ein horizontal durchlaufendes Rautenmuster aus schwarz gebranntem Stein.

## Geschichte
Die Region Nadrauen kam 1275 unter Kontrolle des Deutschen Ordens. Bei der Teilung Nadrauens zwischen Orden und dem Samländischen Domkapitel gelangte Saalau 1352 in den Besitz des Kapitels. Burg Saalau ist 1353 erstmals erwähnt und wurde von Litauern mehrmals verwüstet. Nach der Säkularisation des Ordens 1525 wurde Saalau Kammeramstssitz. Im 16. Jahrhundert wurde ein Brauhaus an der Nordseite angebaut. Der östliche Abschnitt des Südflügels wurde schon im 19. Jahrhundert abgetragen.
Heute ist die Burg eine von dichtem Wald umgebene Ruine.